# Arlene Sarner
Arlene J. Sarner (* 15. November 1947 in Winnipeg, Manitoba, Kanada) ist eine kanadische Drehbuchautorin.

## Karriere
Nachdem sie 1966 am Forest Hill Collegiate Institute in Toronto graduierte, heiratete sie ihre High-School-Liebe, den damals noch unbekannten kanadischen Musikproduzenten Bob Ezrin. Doch die Ehe ging trotz zweier gemeinsamer Kinder in die Brüche. Und so wechselte sie ihren Beruf und verließ die Musikbranche, in der sie gemeinsam mit ihrem Mann arbeitete, und gründete eine eigene Agentur, die hauptsächlich für Werbung und Werbeclips arbeitete.
Sie lernte später den US-amerikanischen Autoren Jerry Leichtling in Toronto kennen und heiratete ihn. Bereits ab 1981 schrieb sie mit ihrem Ehemann gemeinsam Drehbücher. In einem ihrer ersten Drehbücher verarbeitete sie dabei ihre Enttäuschungen in ihrer ersten Ehe mit Ezrin. Sie schaffte es das Buch gemeinsam mit ihrem Mann Leichtling zu verkaufen und später verfilmte Francis Ford Coppola das Buch zu Peggy Sue hat geheiratet.
Am 4. Dezember 2008 verstarb ihr erster Sohn, der Songwriter und Musikproduzent David Lawrence Ezrin.

## Filmografie (Auswahl)
- 1986: Peggy Sue hat geheiratet (Peggy Sue got married)
- 1994: Operation Blue Sky (Blue Sky)
- 1999: Bei Geburt vertauscht (Switched at Birth)
- 2002: Julies Reise (The Healer)